# Johan Georg De la Grange
Johan Georg De la Grange, född 1 juli 1774, död 26 mars 1844, var en svensk militär. Han var son till general Erik Johan De la Grange och svärfar till Ivan Feodor Aminoff.
De la Grange deltog som major i Gustav IV Adolfs krig i Tyskland 1805-1806, tillfångatogs av fransmännen i överraskningen i Lübeck 1806. Han blev senare utväxlad och var en av de officerare som biträdde Carl Johan Adlercreutz vid Gustav IV Adolfs arrestering 1809. Samma år blev han landshövding i Kalmar län. Under fälttåget mot Norge 1814 blev han generalintendent och samma år utnämnd till generalmajor.